# Bombyx disparate
Lymantria dispar
Espèce
Lymantria dispar, appelé  le Bombyx disparate sous sa forme de papillon ou la Spongieuse sous sa forme de chenille, est une espèce de lépidoptères de la famille des Erebidae et de la sous-famille des Lymantriinae. 
Cet insecte est considéré comme un ravageur des forêts de feuillus, notamment les chênaies, dans l'hémisphère nord. Les dégâts sont dus aux chenilles qui se nourrissent des feuilles de nombreuses essences d'arbres.
C'est une espèce envahissante en Amérique du Nord.

## Noms vernaculaires
Le Bombyx disparate, le Disparate, la Spongieuse, le Zigzag.

## Description
Imago

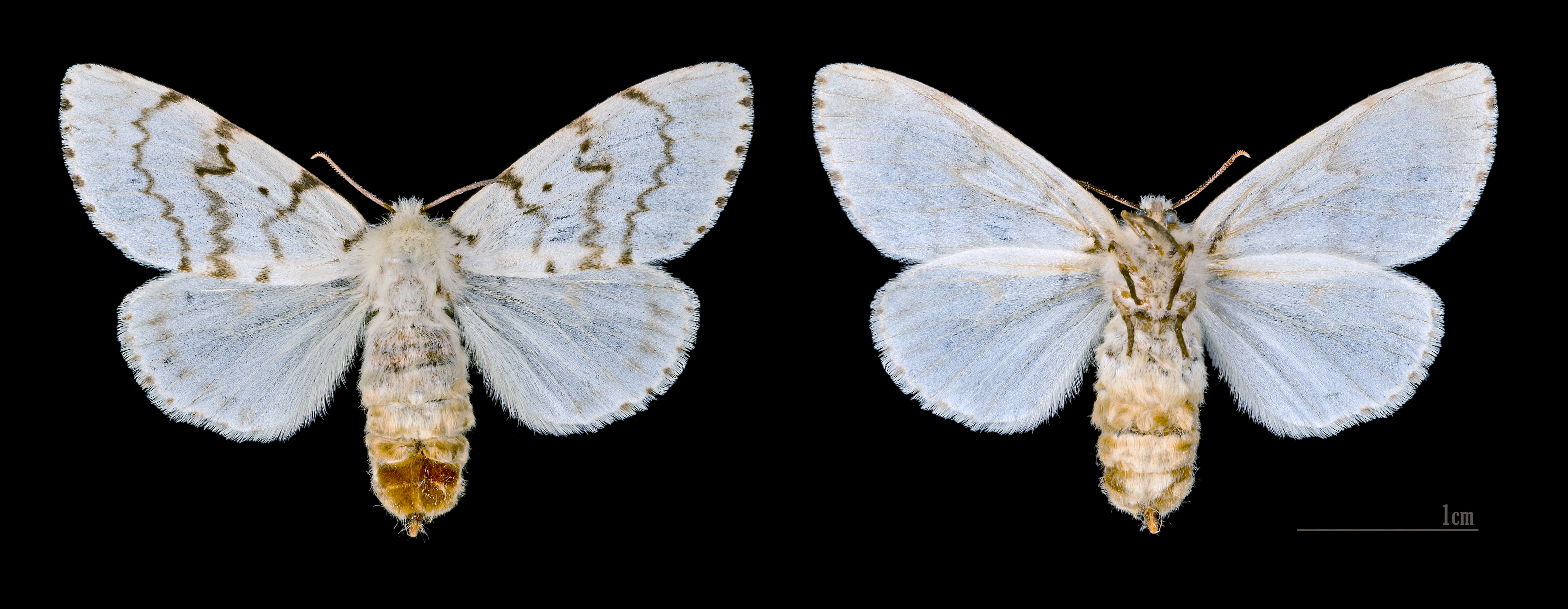
♀ Claix MHNT
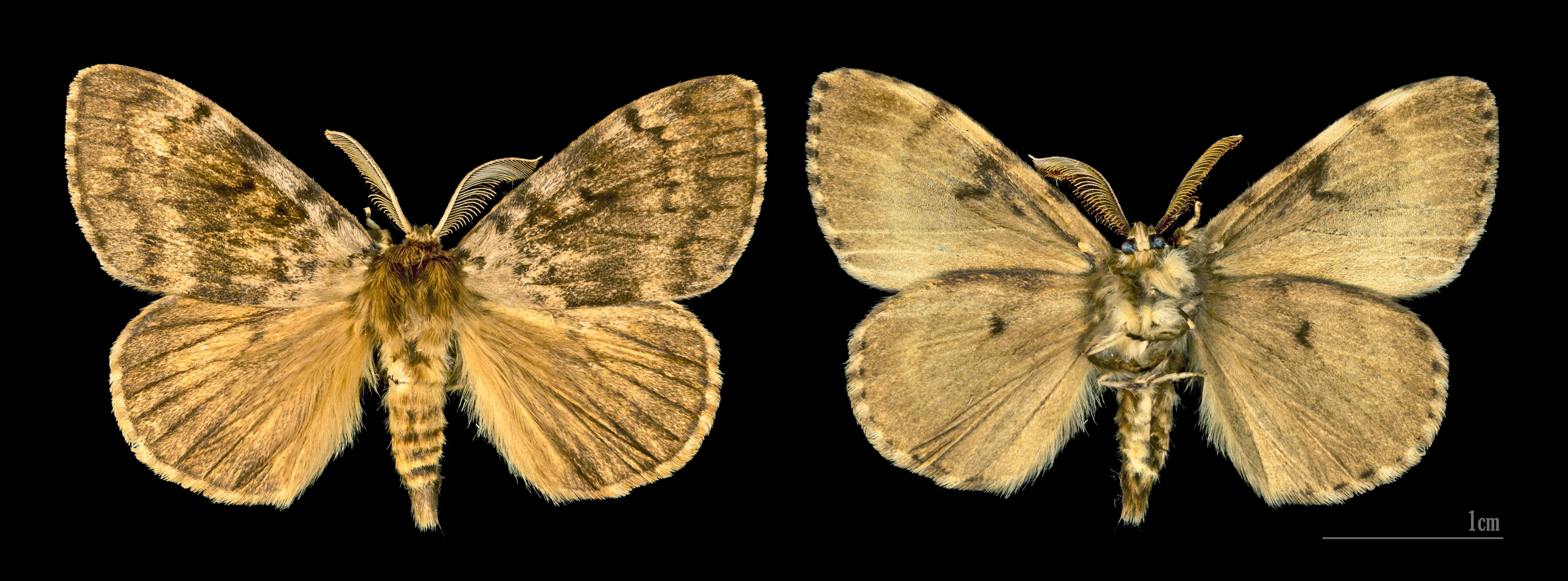
♂ Bastelica MHNT

Le dimorphisme sexuel est accusé : il concerne la taille, la couleur et l'ornementation des ailes.
Chenille et chrysalide

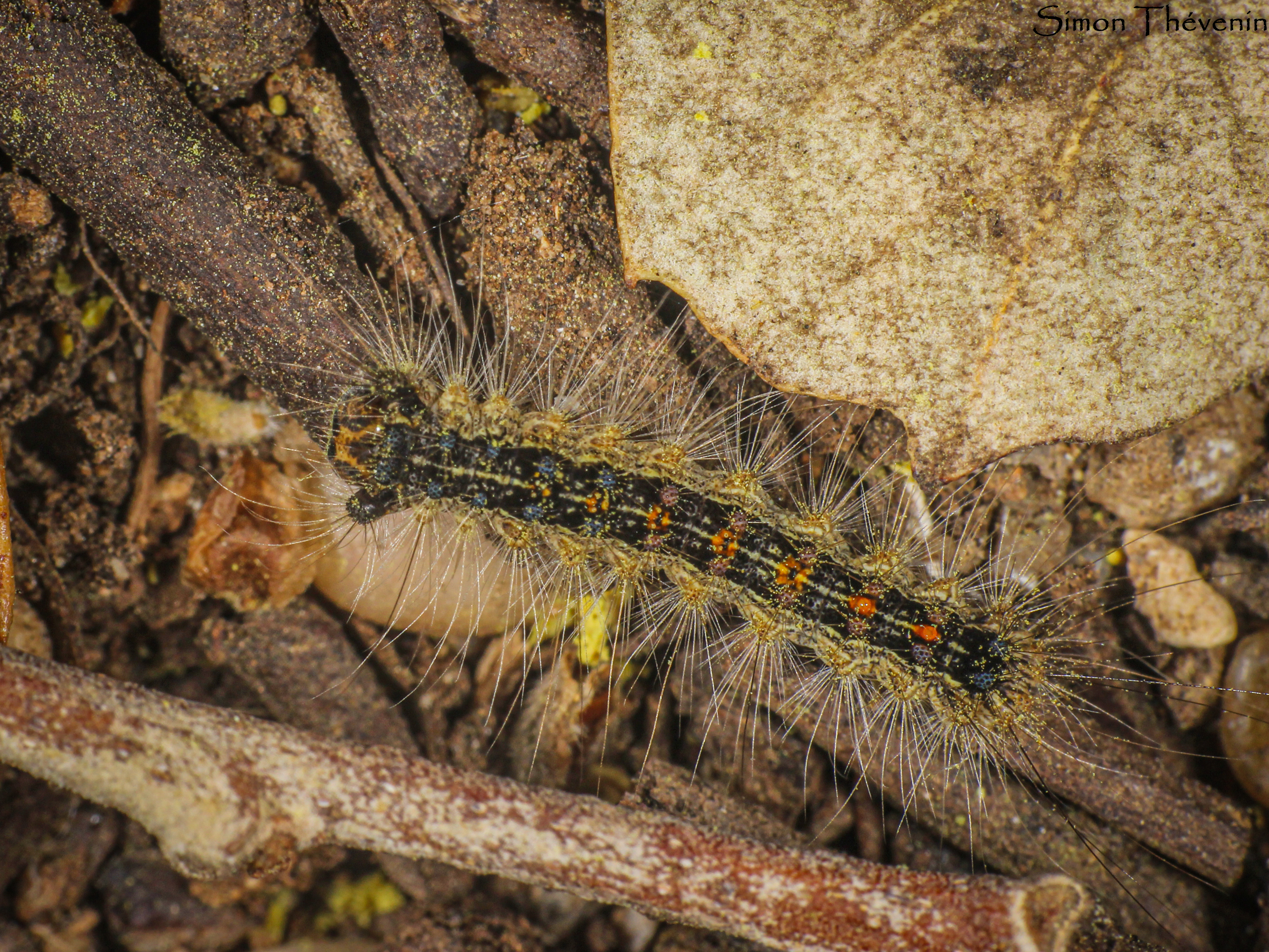
Chenille stade III de Lymantria dispar
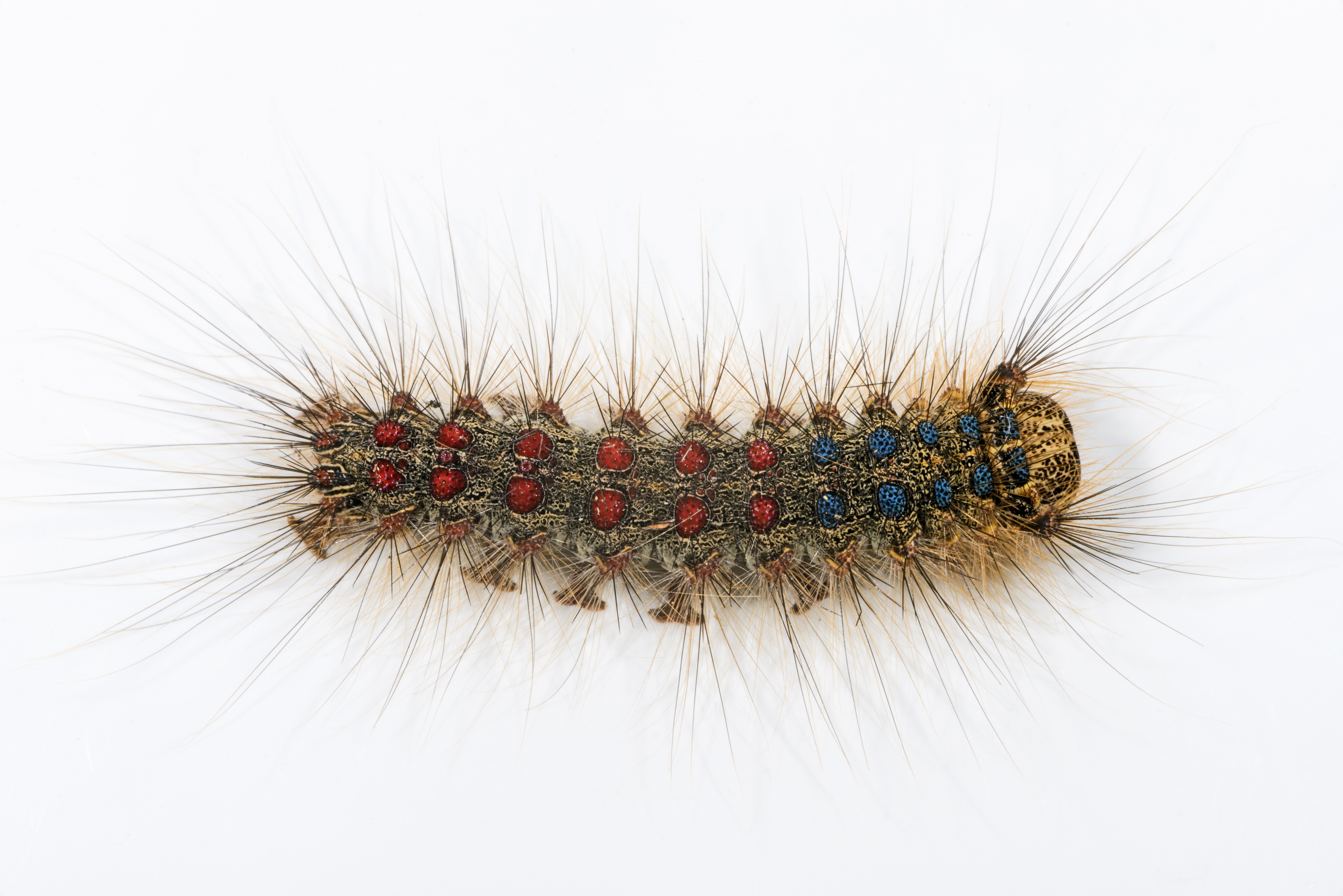
Chenille de Bombyx disparate
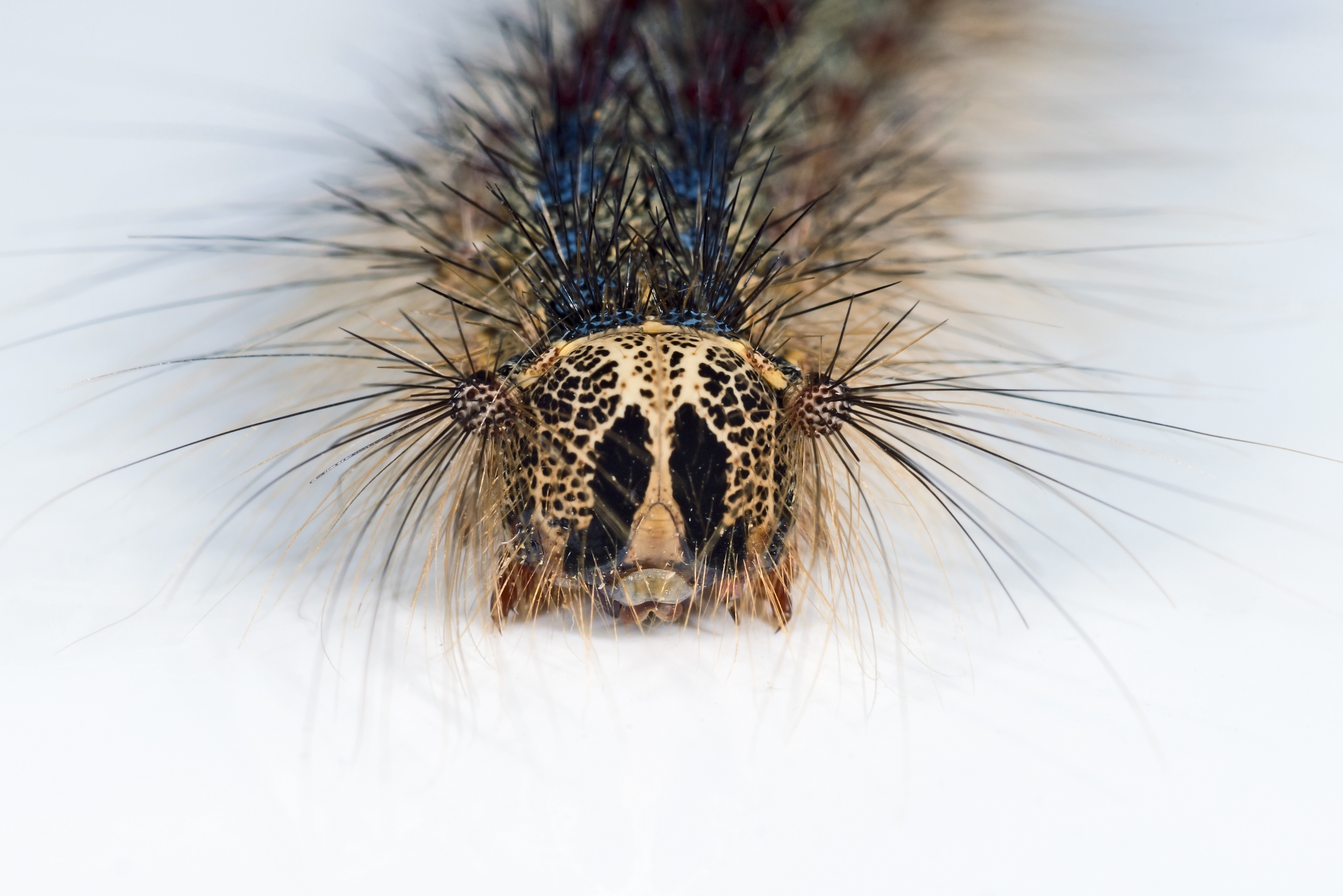
Vue de l'avant
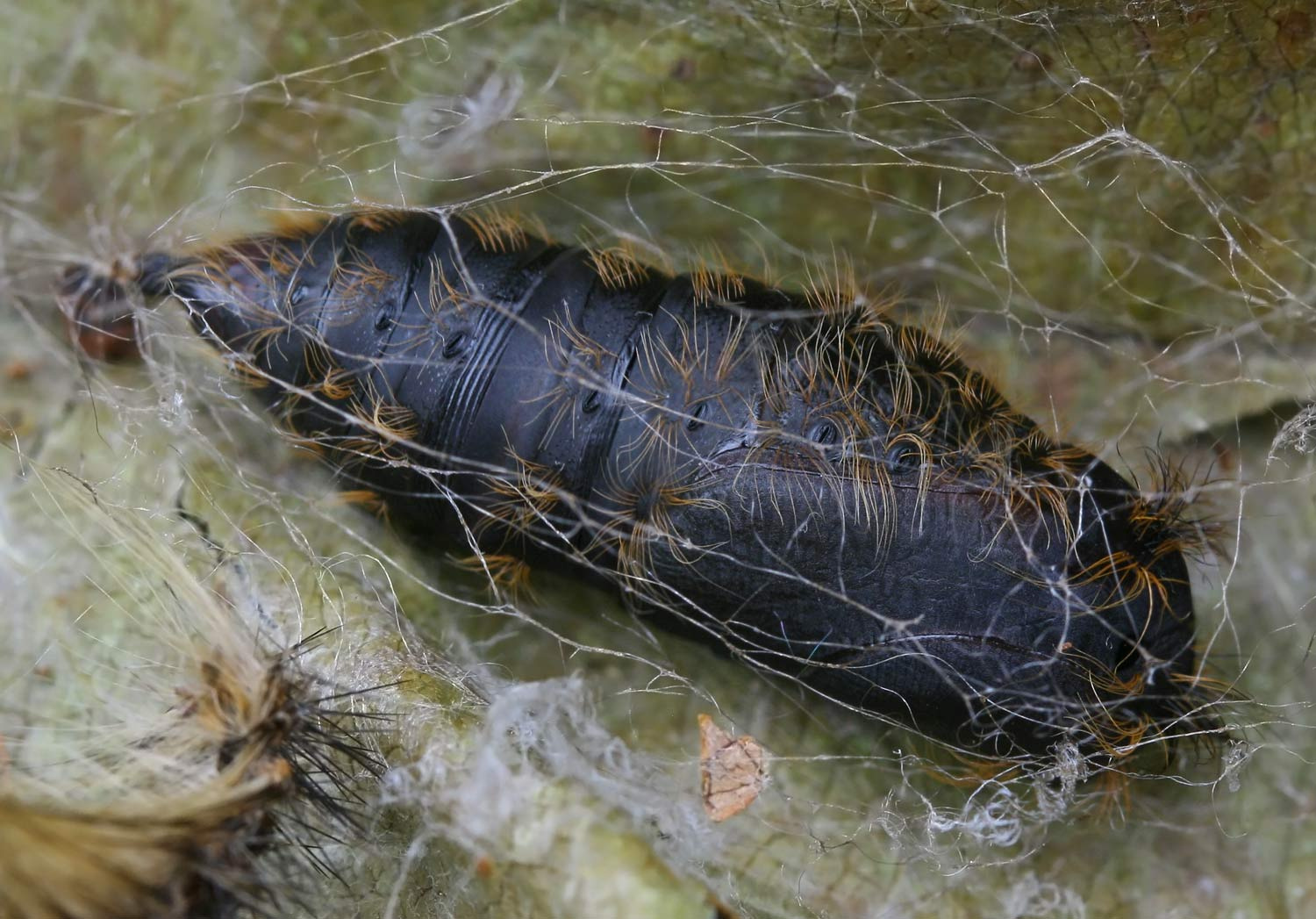
Chrysalide

## Répartition
Amérique du Nord, Europe, Afrique du Nord et Asie centrale.
Cette espèce est répandue de nos jours dans tout l'hémisphère nord. Lorsqu'elle fut introduite en Amérique en 1869, par Étienne Léopold Trouvelot, elle s'y multiplia en devenant un véritable fléau. En Europe, elle s'attaque aux chênaies et parfois aux arbres fruitiers des régions chaudes. Elle pullule certaines années et les troncs des arbres sont alors littéralement recouverts de pontes protégées par les poils clairs que la femelle prélève de son abdomen. 
Cette espèce a été introduite en Caroline du Nord en 1993. Il a fallu dépenser 19 millions de dollars pour l'éradiquer dans un délai de quatre ans.

## Biologie

### Alimentation
Les plantes hôtes larvaires sont nombreuses : Betula, Crataegus, Larix, Picea, Malus, Populus, Prunus, Quercus, Salix, Ulmus.

### Reproduction
Il n'y a qu'un cycle de reproduction par an.
La femelle dépose ses œufs en août par paquets d'une centaine à mille deux cents sur les branches et les troncs d'arbres mais on peut en trouver en n'importe quel endroit abrité et pour les papillons des régions portuaires, il arrive qu'elle ponde sur des navires. Au moment de la ponte, les œufs sont couleur chamois mais ils se décolorent au cours des mois d'hiver. L'œuf est la forme hivernale de l'insecte. Il peut supporter le gel sans problème et plus l'hiver aura été froid, plus vite les œufs écloront aux premiers rayons chauds du soleil du printemps. 
Avant d'abandonner ses œufs, la femelle les recouvre de poils qu'elle prélève au niveau de son abdomen. Beaucoup de prédateurs trouvent ces poils irritants et ils assurent ainsi une certaine protection. Six à huit mois plus tard, les œufs écloront et donneront naissance aux chenilles. 
Les jeunes chenilles, dans leur premier stade, au printemps, ont la particularité de pouvoir se laisser transporter par le vent. Dès le 2e stade, les chenilles sont très voraces et polyphages. En début de journée, elles grimpent au sommet des arbres sur lesquels elles se trouvent afin de s'y nourrir, puis redescendent se protéger au bas du tronc durant la nuit. Fin juin ou juillet, elles vont former des chrysalides entourées de fils de soie fixés aux rameaux et au feuillage des plantes-hôtes. Les papillons vont émerger en juillet-août.
La lutte s'appuie sur la prévision des infestations et sur l'utilisation raisonnée des insecticides microbiologiques ou le piégeage de masse avec les pièges à phéromones sexuelles de synthèse.

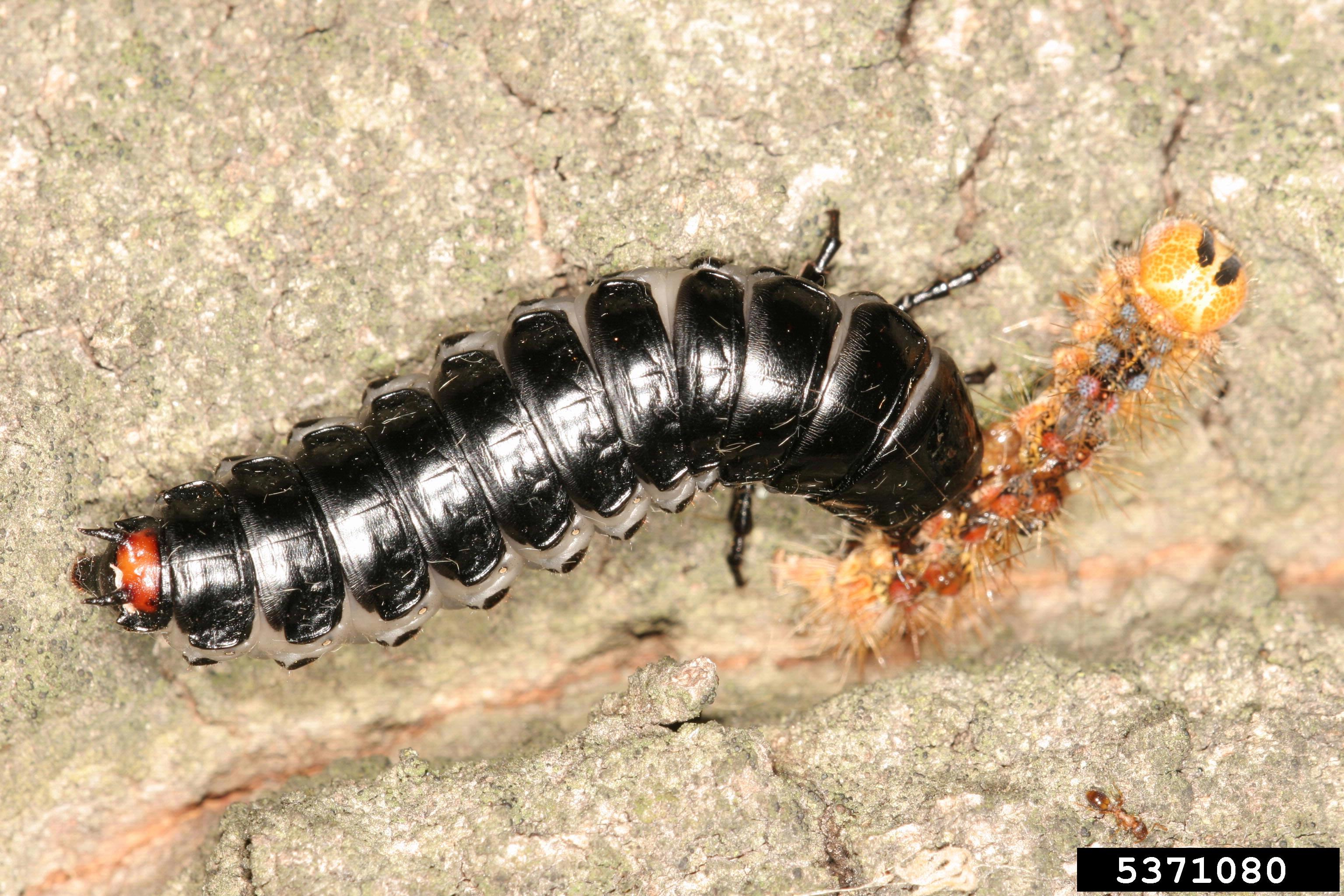
Une chenille attaquée par une larve de Grand calosome
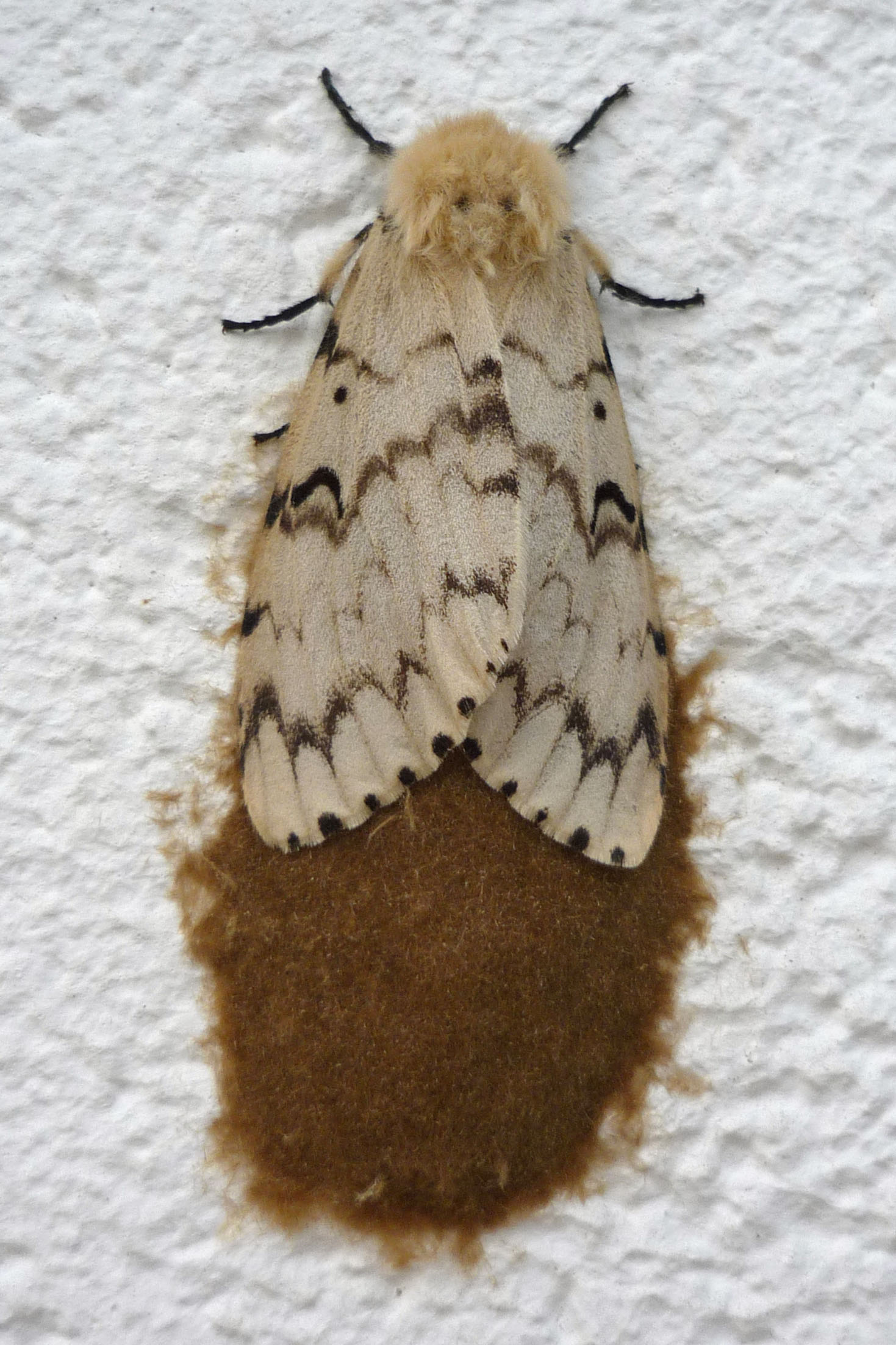
Une femelle et sa ponte

### Attaques virales
La chenille du Bombyx disparate est fréquemment infectée par un virus de type Baculovirus qui présente une forme de phénotype étendu inhabituelle : afin de se propager plus largement (par anémochorie), le virus empêche la chenille de descendre de l'arbre selon son cycle habituel. Le virus peut-être utilisé en tant qu'agent de lutte biologique. Une étude réalisée par des chercheurs de l'Université d'État de Pennsylvanie en 2011 explique que la chenille descend de l'arbre pour muer et découvre que le virus en question produit une enzyme qui désactive l'hormone responsable de la mue de la chenille. En désactivant le gène (egt) du virus qui crée cette enzyme, les chenilles reprennent leur cycle normal. 

## Défoliation

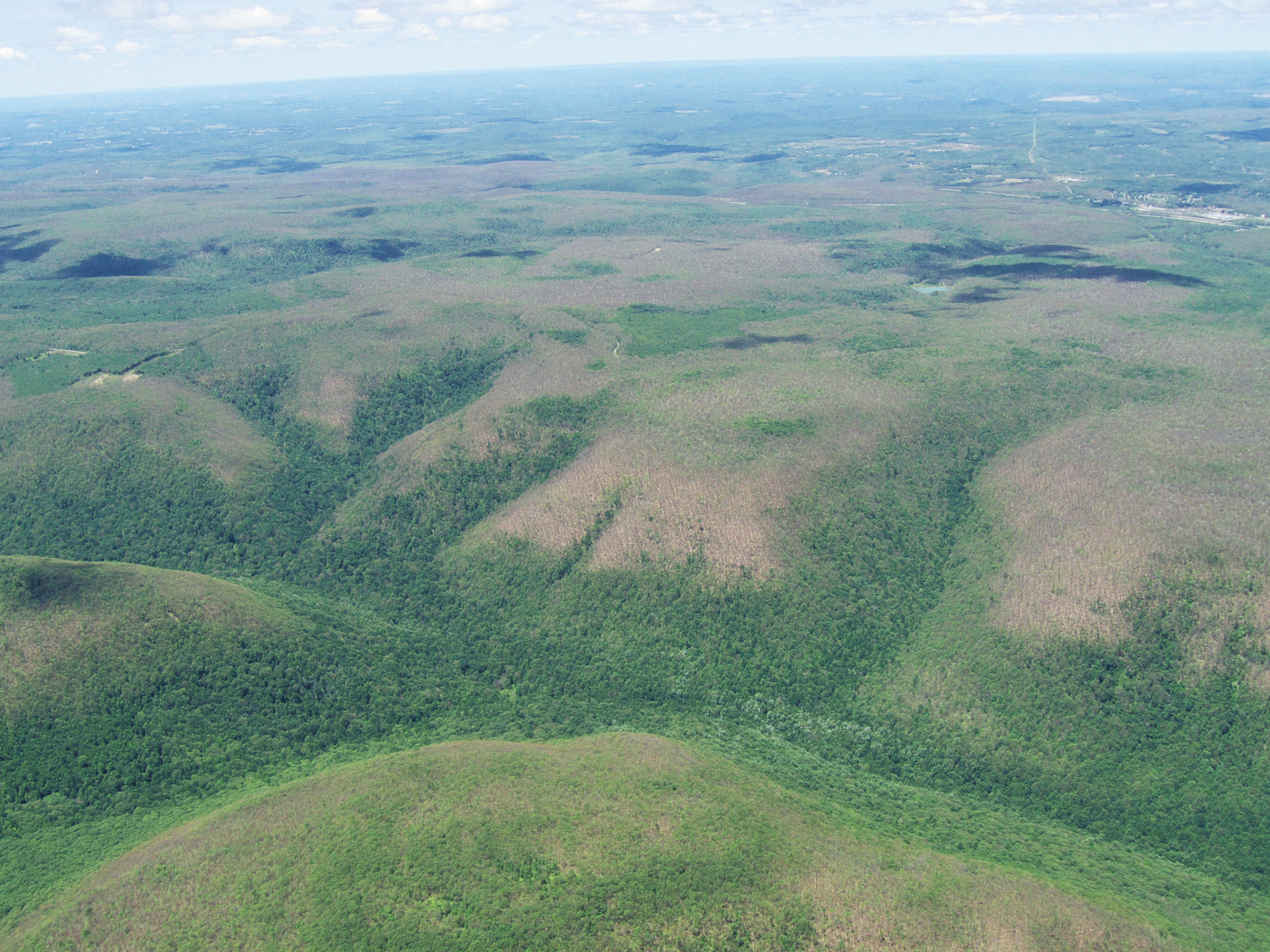
Vue aérienne de l'importante défoliation d'un boisement de feuillus des monts Allegheny (Pennsylvanie), due au Bombyx disparate en juillet 2007.
Remarque : Les boisements de pente et proches des cours d'eau (ripisylves) sont tous épargnés par les pullulations de chenilles. Cette configuration de défoliation peut évoquer celle causée par d'autres espèces de papillons nocturnes comme la Livrée des forêts (Malacosoma disstria).

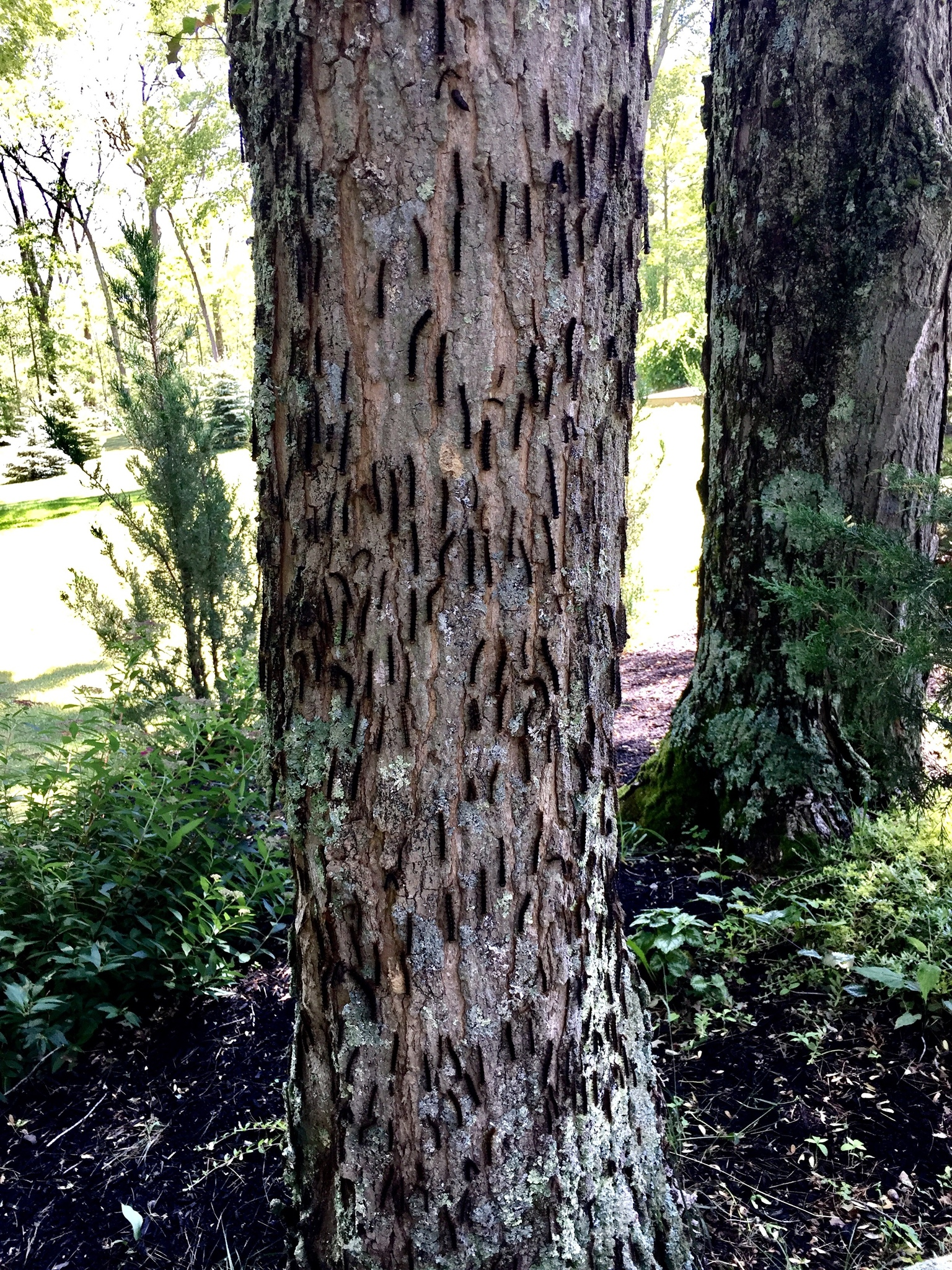
Le champignon entomopathogène Entomophaga maimaiga parasitant de nombreuses chenilles de Lymantria dispar (Connecticut, États-Unis)

Introduite en Amérique du nord au moins depuis 1869, Lymantria dispar (tout comme Malacosoma disstria autochtone) est connue pour les impressionnantes défoliations (et l'invasion de certains espaces situés à proximité des arbres) qu'elle y cause périodiquement (et plus localement en Europe, notamment en France; ou en Afrique du Nord, notamment au Maroc et en Tunisie).  Les pullulations de chenilles sont responsables de l'apparition de grandes zones où les arbres sont plus ou moins dépourvus de feuilles. Dans ces zones la lumière solaire peut provisoirement pénétrer le couvert jusqu'au sol, au profit de la strate herbacée. 
Normalement les arbres survivent à plusieurs années consécutives de défoliation, car leurs feuilles repoussent rapidement dès l'été et l'invasion ne se reproduit pas plus de quelques années consécutives au même endroit. Les cernes du bois sont simplement plus étroits pour ces années là. Si ces phénomènes coïncident avec de fortes sécheresses récurrentes ou touchent des arbres déjà fragilisés (par exemple par une maladie) la forêt peut en pâtir, avec des mortalités significatives d'une ou plusieurs essences (mais la situation pourrait être encore plus grave si les arbres n'avaient pas été défoliés, car encore pourvus de feuilles, leur évapotranspiration aurait été plus élevée de mai à août, au détriment de la réserve en eau du sol). 
Les pics démographiques sont normalement suivis d'une augmentation du nombre de prédateurs ou de certains microbes et virus affectant ce papillon, favorisés par la promiscuité et le nombre de leurs hôtes. C'est par exemple le cas du champignon entomopathogène Entomophaga maimaiga (en) qui a été introduit avec efficacité dans les années 1990. Cependant, en augmentant les conditions chaudes et sèches durant les années 2020, le changement climatique a considérablement réduit ce contrôle biologique et a permis un retour de la défoliation forestière par Lymantria dispar, car E. maimaiga a besoin de conditions fraîches et humides pour se développer.

## Systématique
L'espèce Lymantria dispar a été décrite par le naturaliste suédois Carl von Linné en 1758, sous le nom initial de Phalaena dispar. L'épithète dispar est un adjectif latin signifiant « dissemblable », en raison du net dimorphisme sexuel de l'imago.

### Synonymie
- Porthetria dispar Linnaeus, 1758 Protonyme
- Ocneria dispar (Linnaeus, 1758)

### Liste des sous-espèces
Selon Catalogue of Life (28 mars 2015) :
- Lymantria dispar asiatica Vunkovskij?, 1926
- Lymantria dispar japonica Motschulsky, 1860
- Lymantria dispar kolthoffi Bryk, 1949
- Lymantria dispar koreibia Bryk, 1949
- Lymantria dispar postalba Inoue, 1956
- Lymantria dispar tsushimensis Inoue, 1956
- Lymantria dispar umbrosa Butler, 1881
- Lymantria dispar dispar

## Le Bombyx disparate et l'Homme

### Aviation
Son nom anglais Gypsy Moth est le nom du premier avion (un De Havilland Moth) ayant relié Londres à Darwin en Australie, le nom du voilier (Gypsy Moth IV) avec lequel Francis Chichester a effectué son tour du Monde en solitaire en 1966 ainsi que le nom d'un personnage de l'Univers Marvel (Phalène en français).

### Télévision
La chenille du papillon sert d'inspiration au costume de Athena Sorgelikis dans l'épisode 1 de la première saison de Drag Race Belgique.